# 蔣介文
蔣介文（1982年2月5日—）是臺灣田径运动员暨半程马拉松紀錄保持人，出生於臺中縣和平鄉，國立臺灣體育運動大學競技運動學系碩士班畢業。目前是臺灣阿迪達斯簽約選手以及臺中市立新社高級中學田徑隊教練，並於新竹縣擔任私人教練指導業餘跑者。
蔣介文相當擅於操作法特雷克跑。

## 生平
蔣介文生於臺中縣和平鄉的環山部落，父親蔣正仁及叔叔蔣正義曾在台湾区运动会男子馬拉松分別獲得季軍以及第五名的佳績。但蔣介文小學卻是練柔道，接觸田徑的契機，是因一次練習輸給高中生感到挫折，為了減肥開始每天跑操場10圈，慢慢養成興趣。高中時期，才開始正規訓練，專攻5000公尺以及10000公尺，马拉松則是大學後接觸。
1997年，蔣介文出賽臺灣區運動會男子10000公尺比賽，獲得第6名。1999年區運會改制為全國運動會，蔣介文又在同競賽項目獲得銀牌，以17歲又324天成為全運會男子10000公尺最年輕的獎牌得主。
2015年香川丸龜國際半程馬拉松，蔣介文以1小時03分46秒打破由許績勝保持的紀錄，孰料4月在中国大陆昆明市訓練時一次山路訓練跌倒壓傷右手，患上腔室症候群，險些截肢。
2019年，蔣介文出賽全國運動會男子馬拉松，睽違8年再度獲得金牌，亦成為中華民國全國運動會田徑比賽史上最年長的金牌得主。

## 個人紀錄
僅列出世界田徑總會追認通過之成績：
- 5000公尺：14分44秒46（2011年3月12日）
- 10000公尺：30分07秒81（2013年10月20日，中華民國102年全國運動會）[10]
- 半程馬拉松：1小時03分46秒（2015年2月1日，2015年香川丸龜國際半程馬拉松）
- 馬拉松：2小時18分17秒（2004年，2004年渣打香港馬拉松）

## 參賽紀錄
| 年   | 賽事           | 舉辦城市 | 名次   | 項目   | 記錄          |
| ---- | -------------- | -------- | ------ | ------ | ------------- |
| 2024 | 渣打香港馬拉松 | 香港     | 第35名 | 馬拉松 | 2小時33分32秒 |

### 路跑賽
| 年   | 賽事       | 舉辦城市       | 名次  | 項目   | 記錄          |
| ---- | ---------- | -------------- | ----- | ------ | ------------- |
| 2022 | 臺北馬拉松 | 中華臺北臺北市 | 第6名 | 馬拉松 | 2小時25分53秒 |
| 2023 | 臺北馬拉松 | 中華臺北臺北市 | 第8名 | 馬拉松 | 2小時22分30秒 |

## 註解
1. ↑  許績勝在1993年全日本實業團半程馬拉松大會代表SG控股陸上競技部出賽，以1小時04分05秒創紀錄。此一紀錄保持22年

## 外部連結
- 蔣介文在的頁面
- 蔣介文Facebook